# 지식 베이스

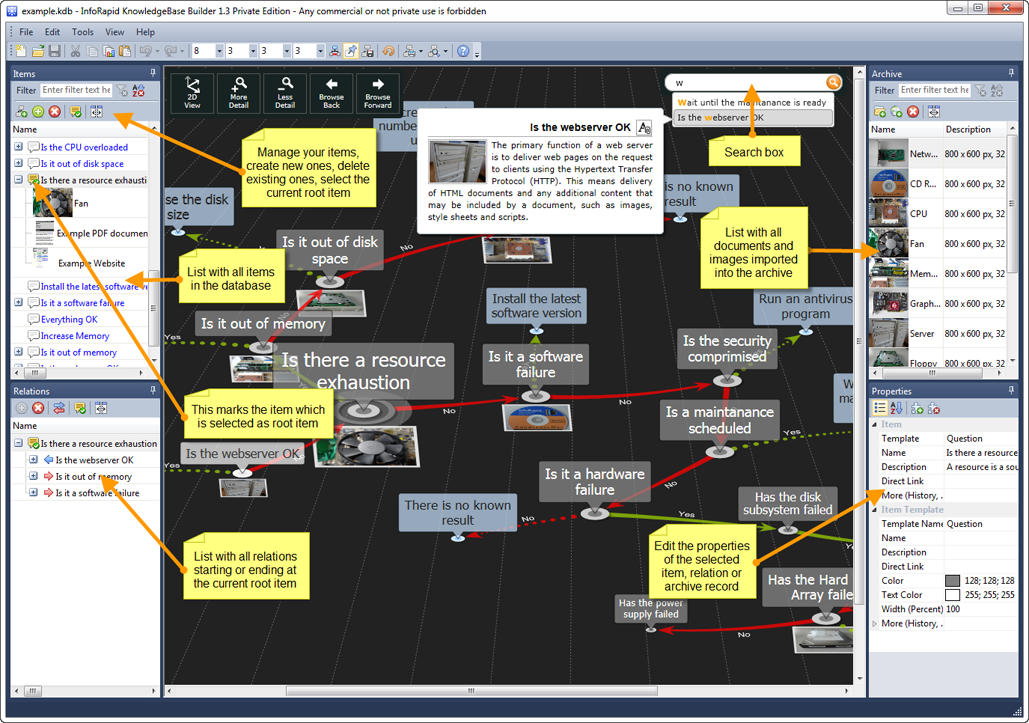

지식 베이스(영어: knowledge base)는 전문가 시스템의 구성 요소 중 하나로, 인공지능 에이전트가 사용될 분야와 관련된 지적 활동과 경험을 통해서 축적한 전문 지식 및 문제 해결에 필요한 사실과 규칙 등이 저장되어 있는 데이터베이스이다.
전문 지식의 표현 방법으로 IF-THEN 형식의 생성 규칙이 사용되며, 사실의 표현을 위해서는 프레임 표현이 사용된다. 생성 규칙과 프레임 표현을 사용함으로써 지식의 모듈화， 구조화가 가능하게 되며 그 결과 지식의 추가와 변경이 가능하게 되어 상황의 변화에 따라 성장하는 시스템을 구축할 수도 있지만,
지식의 추가와 변경 작업에 대한 방식이 인공지능 에이전트의 사용분야에 따라 다르며, 에이전트의 사용자들의 기준에 따라 달라지기 때문에 이러한 작업은 상황에 맞게 개별적으로 작성되어야 한다.
인공지능 대상의 관련 지식을 지식 베이스에 반영하는 작업을 지식 획득(knowledge acquisition)이라고 한다. 지식 획득에는 확립된 방법이 없으며 이것이 전문가 시스템 구축에 큰 장애가 되고 있다.

## 같이 보기
- 추론 엔진